# Simone Martini
Simone Martini (Siena, 1284 - Avinyó, Regne de França, 1344), conegut també com a "Simone Sanese", fou un dels grans pintors del Trecento a italià, va pertànyer a l'escola senesa a la qual pertanyien també els grans pintors Duccio di Buoninsegna, Lippo Memmi i els germans Ambrogio i Pietro Lorenzetti. Fou el més reputat mestre, entre els pintors del Trecento, en el domini del color i el seu gust per la línia i la cal·ligrafia admirable dels miniaturistes de l'Escola de miniaturistes de París, constitueix un element essencial de la seva estètica.

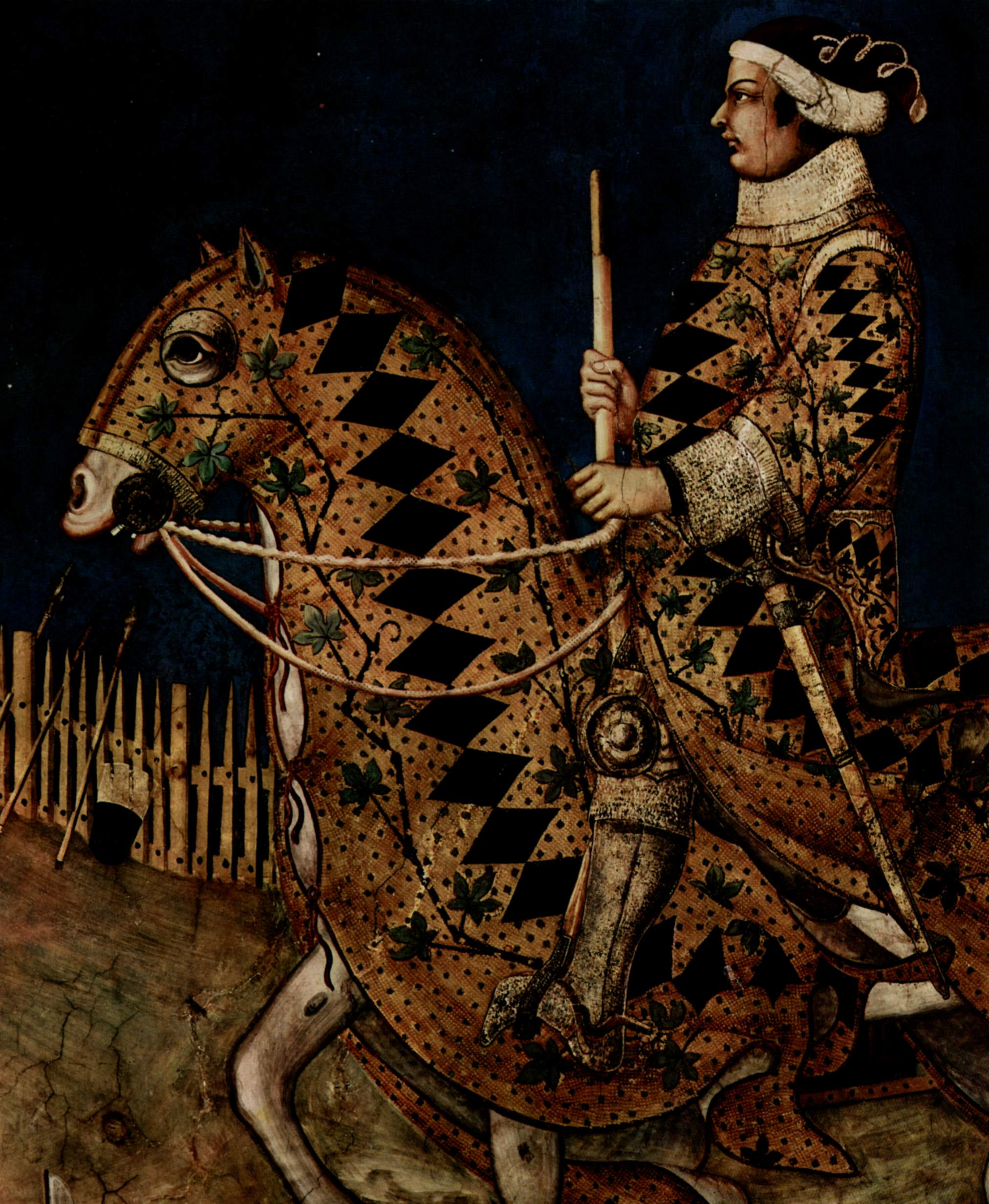
Simone Martini, 1328. GIUDORICCIO DA FOGLIANO. Fresc. Detall de Giudoriccio. Palazzo Publico (Ajuntament). Siena, Itàlia.

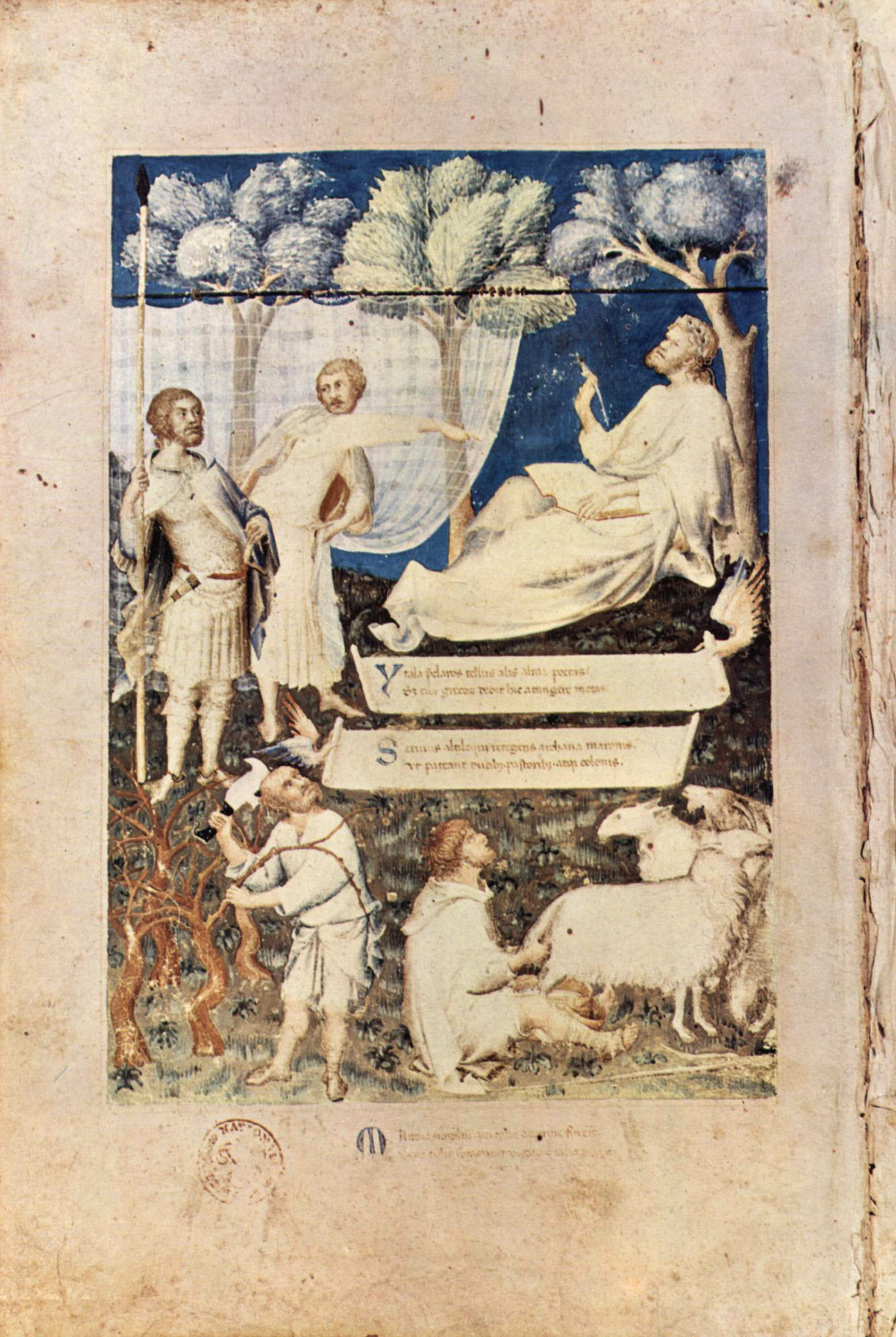
Simone Martini.(hacia 1344). ALEGORIA DE VIRGILI. Frontispici del llibre Codex Virgilianus que pertany al legat de Petrarca. Biblioteca Ambrosiana. Milà, Itàlia

La pintura fou l'art favorit de la ciutat de Siena, l'escola de pintors de la qual rivalitzava amb l'escola de Florència, la ciutat rival. Durant els primers anys del segle xiv, mitjançant una manera de pintar inspirada en els models i la tècnica de la maniera greca, diferenciada, per tant, de Giotto i l'escola florentina, els pintors de Siena van arribar a formular també el tema de l'espai pictòric. L'estil de l'escola senesa i de Simone Martini es manifestà en l'amanerament i l'estilització de les figures així com en l'ús dels fons ornamentals daurats i d'una gamma de color subjectiva que proporcionen una notable expressivitat lírica a les composicions.
Martini va treballar a la seva ciutat natal que li va fer diversos encàrrecs, a Nàpols per a la cort de Robert d'Anjou i, com la majoria dels grans pintors del seu temps, en les basíliques d'Assís. Passà molts anys en la cort papal d'Avinyó treballant en una sèrie d'obres que en gran part s'han perdut. La posició de la ciutat d'Avinyó com a seu d'una de les principals corts d'Europa i el fet que el seu estil resultava més familiar a França que les innovacions de Giotto i l'escola florentina, accentuà la seva influència sobre totes les escoles de pintura sobre taula o de miniatures, tant les franceses com les de Flandes, de forma que el seu impacte en la història de la pintura va ser decisiu per a la difusió de l'anomenat estil gòtic internacional.
La llegenda diu durant l'estada a Avinyó, Marini va pintar el famós retrat de Laura, l'estimada del seu gran amic el poeta Petrarca, però d'aquest quadre, igual que de Laura, mai s'ha sabut si era una dona real o una invenció del poeta. Per aquest motiu Laura constitueix, encara avui, un dels majors enigmes de la Història de la Literatura. Els versos del sonet LVII de Petrarca celebren el retrat perdut de Laura :
"Ma certo il mio Simon fu in paradiso,
Onde questa gentil donna si parte;
Ivi la vide e la ritrasse in carte,
Per far fede quaggiù del suo bel viso"
Els colors ocres que Martini utilitzà principalment en els frescos d'Assís, els ocres que també foren ser usats àmpliament per Duccio i els germans Lorenzetti, van associats per sempre a la ciutat de Siena, són la siena natural i la siena torrada que s'obtenien de pigments de terres de colors procedents del camp toscà.

## Biografia
Es desconeix el lloc i la data del seu naixement si bé és probable que veiés la llum a Siena cap a l'any 1285. No sabem res de l'adolescència, ni quins foren els seus mestres, ja que la seva vida resta en la més absoluta foscor fins que l'any 1315 rep l'encàrrec de pintar al fresc una Maestà pel Palazzo Pubblico de Siena o Casa de la Vila de Siena. L'esmentat encàrrec permet suposar que en aquella data, Martini gaudia ja d'un gran prestigi comparable al de Duccio di Buoninsegna de la Maestà de la Catedral de Siena que havia estat objecte d'una rebuda entusiasta feia molt pocs anys (1311).
L'any 1317 Robert d'Anjou, rei de Nàpols, el convida a la cort per pintar la cerimònia de la coronació concedint-li una assignació anual de cinquanta unces d'or.
El 1321 torna a Siena per restaurar la seva Maestà que s'havia malmès. Amb el seu germà i ajudant va compartir casa a la parròquia de Sant'Egidio, pinta una Crucifixió i diversos frescos, avui desapareguts, per al Palazzo Pubblico. El 1326 treballa en un quadre, també desaparegut, per al Palazzo del Capitano. Finalment l'any 1328 pinta el fresc amb el retrat eqüestre del capità Giudoriccio da Fogliano en el Palazzo Pubblico.
El 1324 es casa amb una noia dita Giovanna, filla del pintor Memmo de Fillippuccio i germana del també pintor Lippo Memmi qui amb els anys serà el deixeble més conegut de Martini.
En una data anterior a 1326, el franciscà Gentile di Partino da Montefiore, l'hi encarrega decorar amb pintures al fresc la Capella de San Martí en l'Església Inferior de la basílica de Sant Francesc d'Assís, una obra fonamental on Martini reprèn el tema de l'espai pictòric en el domini del qual ja era un mestre tal com s'evidencia en el retrat de Giudoriccio da Fogliano.
En 1333, amb el seu cunyat Lippo Memmi executa i firma el tríptic de l'Anunciació de la Catedral de Siena, actualment a la "Galleria Uffizzi" de Florència, Memmi firmà els dos sants laterals. El panell central, de Martini, és considerat l'obra culminant de la pintura de l'escola senesa.
Vers 1340, acompanyat de la seva esposa, del seu germà Donato i de Lippo Memmi, per invitació del cardenal Stefaneschi es traslladen a Avinyó. A la cort Papal treballa en diversos encàrrecs pel Palau dels Papes. Allí va conèixer i feu amistat amb el gran poeta Petrarca per a qui realitza la miniatura de l'Al·legoria de Virgili del frontispici del Codex Virgilianus.
El 10 de juny de 1344, redacta el seu testament. Va morir, probablement, el 9 de juliol d'aquell any.

## Grans Obres

### Majestat de l'Ajuntament de Siena

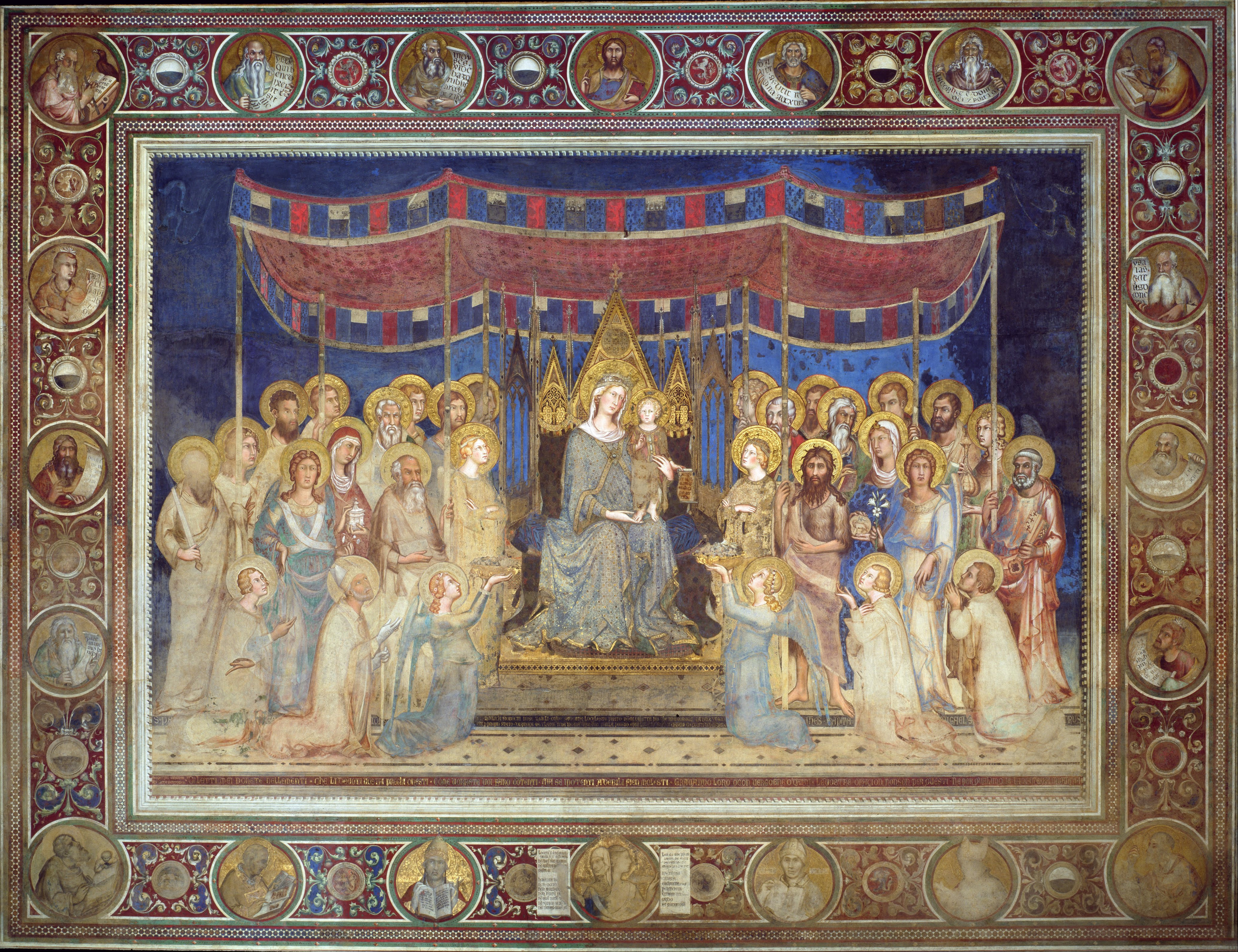
Maiestà

Aquesta fou la primera pintura que es coneix de Simone Martini, de l'any 1315, pintada al fresc realitzada de 793x970 cm. El tema i la composició els va prendre de la Maestà de la Catedral de Siena, de Duccio de Buoninsegna. Simone com abans Duccio, continua pintant a la maniera greca, però incorpora, sobre el substrat romà d'Orient, elements de l'estil cortesà francès al mateix temps que abandona la rigidesa de la composició en línies horitzontals per posar els personatges en moviment de forma que s'acosten o s'allunyen del tron de la Verge, la qual cosa comporta un efecte de gran naturalitat. El baldaquí de seda i cintes que es mouen al vent, dona la rèplica a l'assemblea humana que forma dos semicercles i envolta a la Verge, la qual ha abandonat el hieratisme romà d'Orient per adoptar una actitud pensativa i dolça.
El llenguatge artístic de Simone Martini es fa present ja, en la suavitat i soltura de les figures que envolten la Verge que permeten superar l'aspecte de rigidesa i monotonia del conjunt. Les miniatures o de l'orfebreria franceses, que Martini admirà en la seva adolescència, estan presents en la cal·ligrafia elegant del mantell rivetejat de la Verge o en el baldaquí de seda són una referència dels contactes directes de l'artista amb l'art francès.

### Històries de Sant Martí

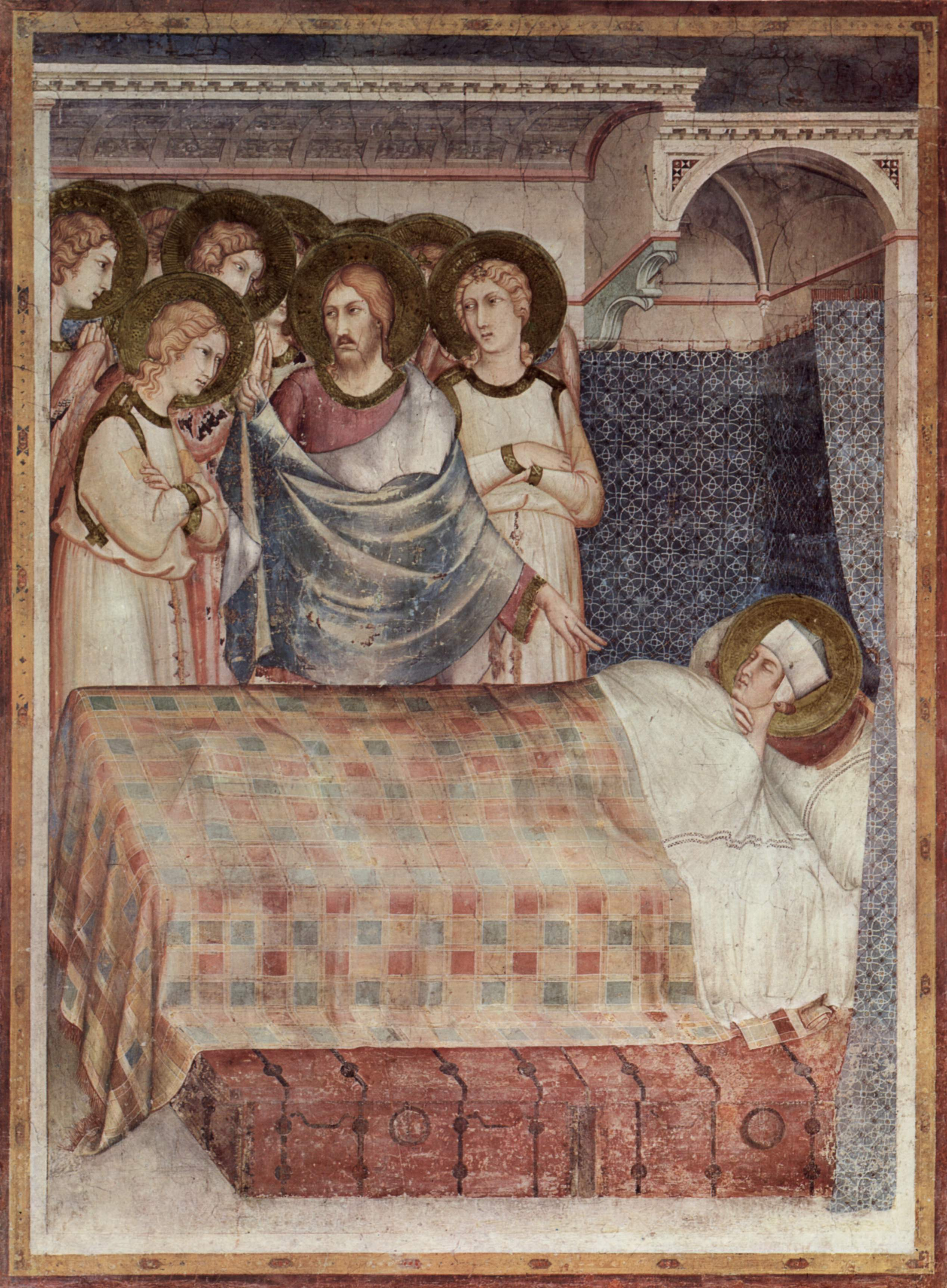
Somni de sant Martí

Conjunt de frescs realitzats entre els anys 1317 i 1330 en la Capella de Sant Martí de l'església inferior de Sant Francesc d'Assís. La decoració completa de l'esmentada capella abasta un total de 10 escenes, 8 quadres i 18 bustos de sants.
Els 10 episodis de la vida del sant foren adaptats pel pintor a partir del text de la «Llegenda Àuria» de Iacopo da Varazze. Es tractava d'un tema insòlit a Itàlia, però les seves implicacions narratives aproximen la vida de sant Martí a les històries o novel·les de cavalleria i conseqüentment a l'estil cortesà. Les escenes de la Divisió de la capa, el Somni de sant Martí i la Renúncia a les armes, es troben entre les més celebrades, ja que mostren, mitjançant anècdotes molt detallades i plenes de color, com Martini ha assimilat l'espai pictòric de l'escola florentina i de les escenes de Giotto a la Cappella degli Scrovegni de Pàdua.
En el Somni de sant Martí, els elements arquitectònics i l'aixovar de l'habitació amb el cobrellit d'un teixit de quadrats típicament senès, són descrits amb molta minuciositat.
En la Renúncia a les armes, les figures gentils del sant i de l'emperador es contraposen als rudes soldats i als bàrbars que des de darrere dels turons es preparen per al combat. Hi ha un detall de fama extraordinària en el personatge del pagador del sou de la tropa, el qual dona l'esquena a l'emperador. Aquest detall mostra l'interès de Martini pels temes profans propis de la miniatura francesa i, a la vegada ens dona compte del notable avanç del realisme que triomfarà en l'estil internacional i en el segle següent en el Renaixement.

### Giudoriccio da Fogliano

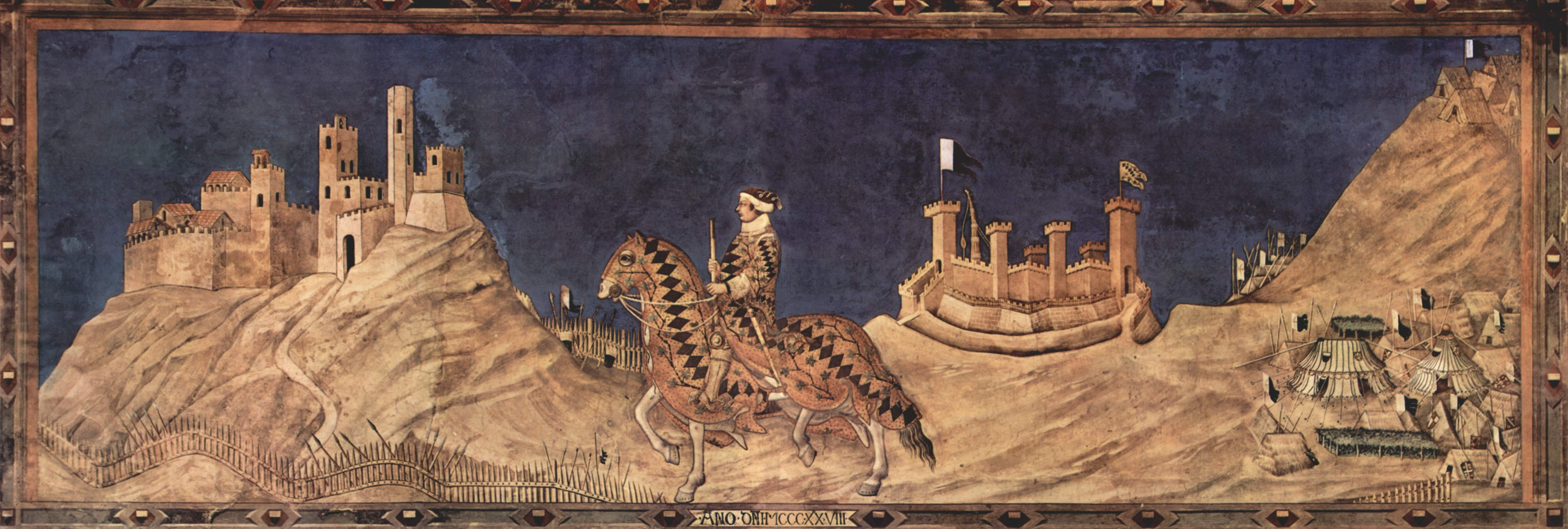
Giudoriccio da Fogliano

El retrat del capità Giudoriccio da Fogliano és un fresc de 340x 968 cm. pintat l'any 1328, ubicat en la paret oposada a la «Maestà» en el Palazzo Público de Siena. Representa el triomf del capità Giudorico i formava part del conjunt de castells pintats al voltant de la sala per celebrar la conquesta de Montemassi i Sassoforte.
El més destacable és l'extraordinària minuciositat amb què Martini descriu el campament militar amb les tendes i els escuts, les barraques de palla i les enramadess dels sostres. Tot fa suposar que s'hagués traslladat allà mateix, tal com havia fet abans de pintar altres dos castells. El capità és una elegant figura heràldica amb un vestit verd i or que cobreix igualment el cavall. Però el protagonista verdader del fresc és el paisatge del fons, una extensió feta només amb els colors siena natural i siena torrada que es complementen harmonitzant-se amb el blau del cel.

### Retaule de l'Anunciació

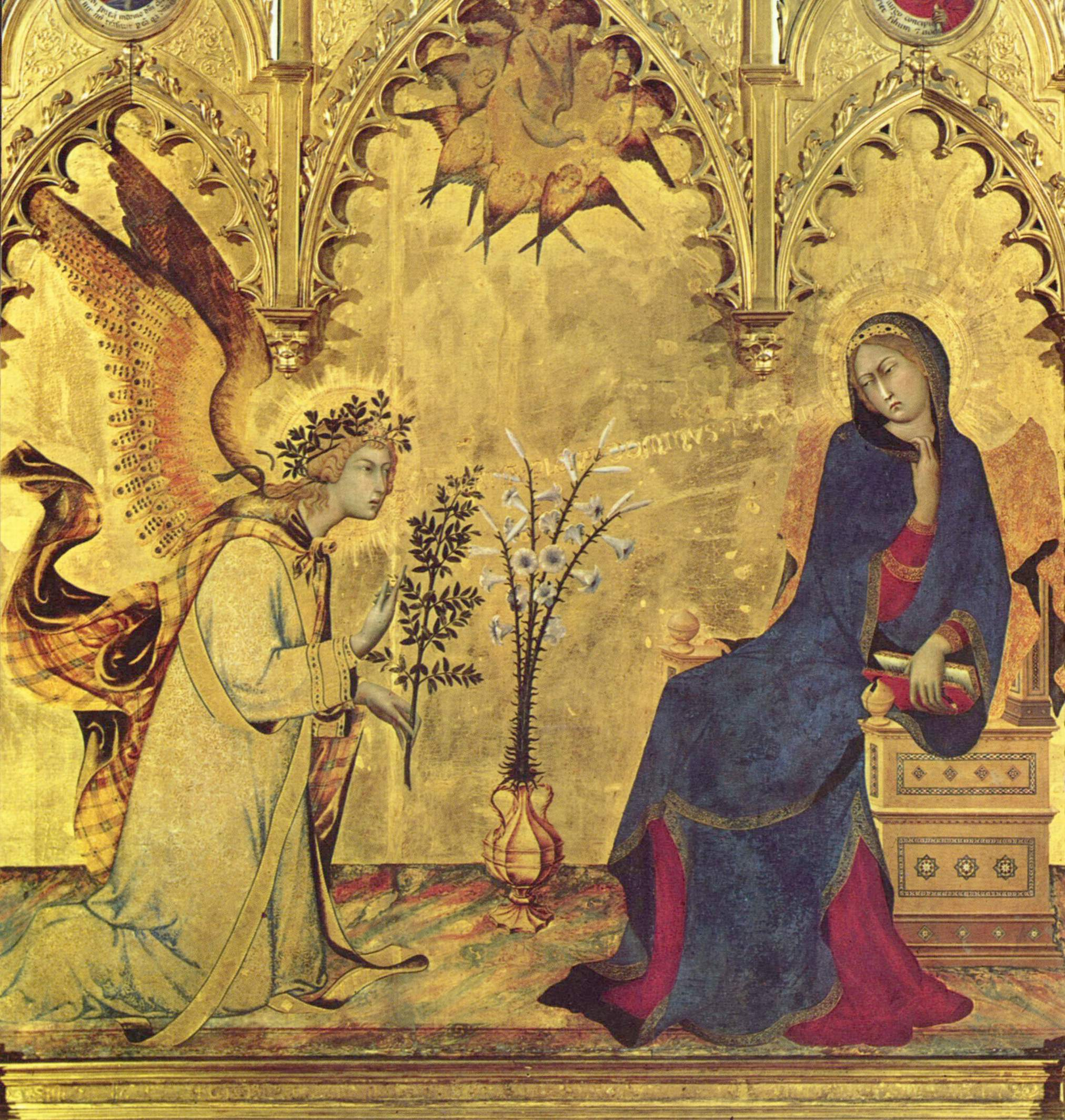
Retaule de l'Anunciació

Pintura al temple sobre taula datada l'any 1333, realitzada conjuntament amb Lippo Memmi per a la Catedral de Siena (actualment està a la Galleria Uffizzi de Florència). Destaquen les formes delicades, l'aire líric, la magnificència dels vestits i la bellesa dels cossos prims que aproximen aquest retaule a l'orfebreria gòtica o a l'art de les miniatures.
Mostra l'assimilació dels ideals de l'art gòtic pels pintors de l'escola senesa. Però en aquest retaule, Martini va més enllà de l'art gòtic i mostra com ha assimilat els descobriments de Giotto: així veiem que sobre el fons daurat entre l'àngel i la Verge hi ha l'aire que modela l'espai, és a dir, hi ha una distància que podem conèixer, tanmateix el paviment és fet d'una pedra que podem (en sentit figurat) trepitjar. El banc on seu la Verge té profunditat és a dir, tres dimensions igual que el llibre que sosté en la seva mà, en el qual penetra la llum per les pàgines entreobertes.

### Crist a la creu

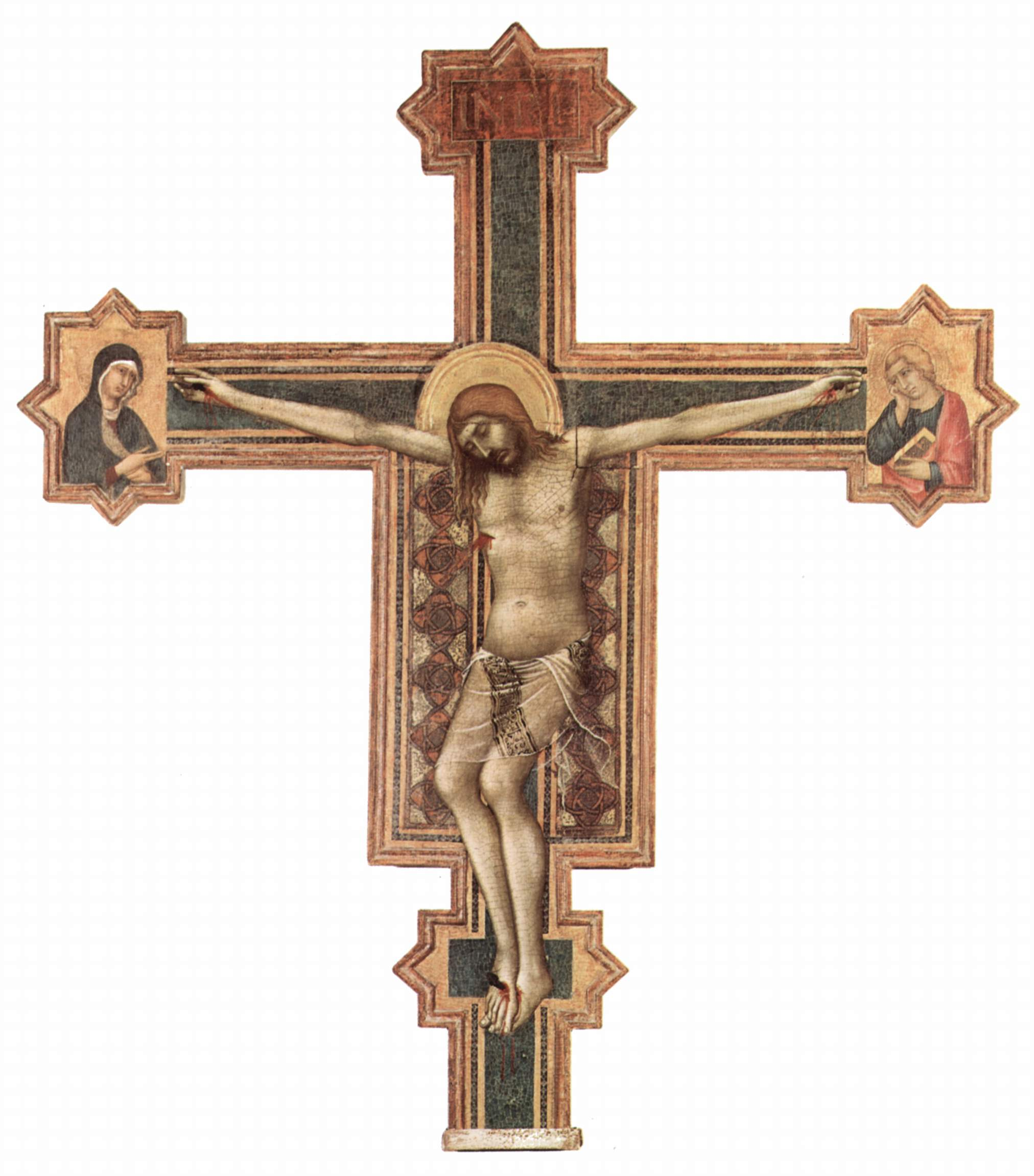
Crist a la creu

El Crist a la creu és una pintura al temple i or sobre taula 24 x13 de l'any 1340 Fogg Art Museum, Cambridge (Massachusetts), EUA. El nou mètode de pintura desenvolupà un estil gòtic internacional entre els superbs artistes de l'escola de Siena. Aquesta crucifixió, concebuda com el panell central d'un retaule, capta a la perfecció la silenciosa dignitat i el sofriment de Crist. Suspès de la creu, el cos desplomat de color cendrós ressalta contra el fons daurat d'estil romà d'Orient. L'agonia de la Passió de Jesús s'evoca mitjançant la fragilitat del seu embolcall mortal: els braços i cames llargs i demacrats, la delicadesa i exquisit rostre inclinat vers un cantó, el vel quasi transparent que el cobreix, i la pell acerada que accentua els copiosos regalims de sang que brollen de les ferides de les mans i els peus. Abans de Duccio di Buoninsegna i Martini, els personatges religiosos de l'art contemplatiu romà d'Orient mostraven expressions rígides mancades de sentiments humans. La il·lusió de l'espai gairebé no s'explorava, i la manca de contrast servia per subratllar l'espiritualitat dels seus temes. Si bé servà moltes convencions romanes d'Orient, Martini s'allunyà de la rigidesa de les icones romanes d'Orient en direcció a un nou naturalisme i una apel·lació més directa als sentiments humans, que foren revolucionaris en l'art occidental.